# قماری بالاتر از زندگی
قماری بالاتر از زندگی (لهستانی: Stawka większa niż życie) یک مجموعهٔ تلویزیونی سیاه‌وسفید لهستانی است که در ۱۹۶۷ منتشر شد. داستان این سریال دربارهٔ ماجراهای یک مأمور مخفی لهستانی در خدمت شوروی به نام «سروان هانس کلوس» (نام اصلی «استانیسواف کولیتسکی» با اسم رمز جی-۲۳) است که در طول جنگ جهانی دوم در لهستان اشغالی به عنوان یک جاسوس دوجانبه در آبور عمل می‌کند. این سریال در کشورهای بوک شرق به ویژه اتحاد جماهیر شوروی، چکسلواکی و یوگسلاوی بسیار محبوب بود.